# Neer (stroming)
Een neer (tegenstroom, keerwater) is een draaikolk of wervel die zich bevindt benedenstrooms van een krib in een rivier.
Aan het uiteinde van een krib worden steeds weer opnieuw wervels gevormd, die loslaten en met de stroom meegevoerd worden. In de ruimte tussen twee kribben worden bovendien één of twee grotere wervels gevormd die op hun plaats blijven en waarin het water dus als het ware in het rond stroomt. Aan de zijde van de as van de rivier gaat de draairichting met de hoofdstroom mee, en aan de oeverzijde tegen de stroom in. Vandaar de naam: tegenstroom.
Dit heeft uiteraard consequenties voor onder meer de erosie en de sedimentatie tussen de kribben.